# Saratoga Table
Der Saratoga Table (englisch für Saratoga-Tafelberg) ist ein 2025 m hoher, abgeflachter und schneebedeckter Tafelberg im westantarktischen Queen Elizabeth Land. Er erstreckt sich über eine Fläche von etwa 13 × 10 km südlich des Kent Gap und des Lexington Table in der südlichen Forrestal Range der Pensacola Mountains.
Entdeckt und fotografiert wurde er während des durch die United States Navy durchgeführten Transkontinentalfluges am 13. Januar 1956 im Rahmen der ersten Operation Deep Freeze vom McMurdo-Sund zum Weddell-Meer und zurück. Das Advisory Committee on Antarctic Names benannte ihn 1957 nach dem Flugzeugträger Saratoga.